# Hersilia (Mythologie)
Hersilia war in der römischen Mythologie die Gattin des Romulus, des sagenhaften Gründers der Stadt Rom.

## Leben
Sie war die Tochter des Sabiners Hersilius und gehörte zu den im Zuge des Raubs der Sabinerinnen von den Römern entführten Frauen, wobei sie die einzige bereits verheiratete Frau war und nur versehentlich entführt wurde, da die Römer es nur auf unverheiratete Frauen abgesehen hatten. Einer anderen Version zufolge blieb sie freiwillig bei den Römern, weil sie bereits eine Tochter hatte, die sich unter den entführten Frauen befand. Sie wurde die Gattin von Romulus und hatte mit ihm zwei Kinder, eine Tochter Prima und einen Sohn Aollius (oder Avillius).

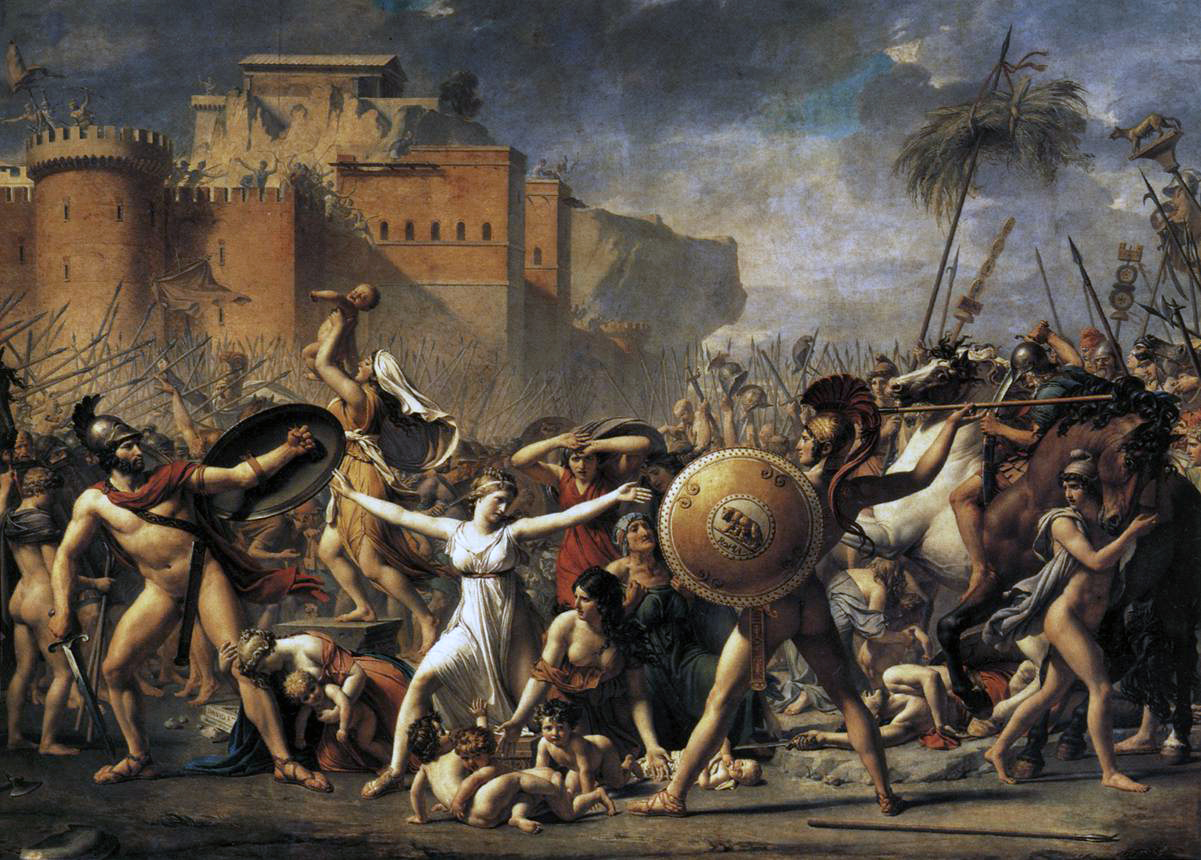
Die Sabinerinnen, angeführt von Hersilia, treten zwischen die Kämpfenden, um Frieden zu stiften. Gemälde von Jacques-Louis David

Als es zum Krieg zwischen den Römern und den Angehörigen der entführten Frauen kam, trat sie gemeinsam mit anderen als Vermittlerin zwischen ihren nunmehrigen Ehemännern und ihren Verwandten auf und bewirkte eine Versöhnung.
Nach Romulus’ Tod und seiner Vergöttlichung als Quirinus wurde sie unter dem Namen Hora ebenfalls zur Göttin.
Einer anderen Version zufolge wurde sie nicht die Gattin von Romulus, sondern des vornehmen Römers Hostus Hostilius, des Großvaters von Tullus Hostilius, des sagenhaften dritten Königs Roms. Hostilius fiel im Kampf gegen die Sabiner.

## Filmische Darstellung
In Der Raub der Sabinerinnen (1962) wird Hersilia von der mexikanischen Schauspielerin Lorena Velázquez dargestellt.